# Kents Cavern
Kents Cavern er et grottesystem i Torquay i  Devon i England. Det er kendt for dets særlige geologi og flere arkæologiske fund, hvoraf flere er blandt de ældste i Storbritannien. Grottesystemet er åbent for offentligheden Fra 1952 har det været klassificeret som Site of Special Scientific Interest, og det blev Scheduled Ancient Monument i 1957.
Grottesystemet dækker 1,7 hektar.